# 第二十六号哨戒特務艇
第二十六号哨戒特務艇（だいにじゅうろくごうしょうかいとくむてい）は、日本海軍の特務艇（哨戒特務艇）。第一号型哨戒特務艇の11番艇。太平洋戦争の終戦直前に竣工し、戦後漁船として再就役した。

## 艇歴
マル戦計画の特務艇、第2121号艦型の26番艇、仮称艦名第2146号艦として計画。1944年11月5日、第二十六号哨戒特務艇と命名されて第一号型哨戒特務艇の11番艇に定められ、本籍を横須賀鎮守府と仮定。1945年5月31日、船体概成により村上造船所から横須賀海軍工廠へ引き渡し。8月2日竣工し、本籍を呉鎮守府に定められ、下関防備隊に編入。
終戦時は浦賀に所在。その後横須賀へ回航される。
1947年1月12日、横須賀地方復員局所管の特別輸送艦に定められ、帝国特務艇籍から除籍。同日付で艦名を哨特第二十六号と改称し、特別保管艦（特）に指定される。2月1日、行動不能艦艇に定められる。4月9日、浦賀造船所第一船渠に入渠し現状調査を行う。4月15日、特別輸送艦の定めを解かれた。4月17日現在の船名は第二伸洋丸。11月22日、在東京アメリカ極東海軍司令部から、本船の漁船への改造許可が出された。
1948年2月26日、船体が日本側に移管され、漁船となった。